# Виконт Уоллингфорд
Виконт Уоллингфорд (англ. Viscount Wallingford) — английский аристократический титул, созданный 7 ноября 1616 года. Король Яков I пожаловал его Уильяму Ноллису, 1-му барону Ноллису. В 1626 году Ноллис стал 1-м графом Банбери, так что титул виконта в дальнейшем использовался только как младший. Уильям умер в 1632 году, оставив двух сыновей, Эдуарда и Николаса. Однако оба родились, когда ему было за 80, 1-й граф не упомянул их в своём завещании, а его вдова Элизабет Говард спустя всего пять недель после его смерти вышла замуж во второй раз — за Эдуарда Вокса, 4-го барона Вокса из Херроудена. Из-за всего этого возникло мнение, что оба Ноллиса — внебрачные дети, не имеющие права на семейные титулы. Эдуард погиб в 1645 году, до совершеннолетия. Николас в 1660 году занял своё место в Палате лордов, но его права вскоре были оспорены. В 1661 году Палата постановила, что Ноллис не может являться её членом.
Потомки Николаса претендовали на титул, но ни разу не добились успеха. Один из них получил титул виконта Ноллиса. В мае 1804 года король Георг III намеревался пожаловать титул виконта Уоллингфорда вместе с титулами графа Банбери и барона Рединга Генри Аддингтону, но тот отказался от этой чести, чтобы остаться в Палате общин.

## Носители титула
- Уильям Ноллис, 1-й виконт Уоллингфорд (1603—1632)[3];
- Эдуард Ноллис, 2-й виконт Уоллингфорд (1632—1645)[4];
- Николас Ноллис, 3-й виконт Уоллингфорд (1645—1674; с 1661 только de-jure)[5];
- Чарльз Ноллис, de-jure 4-й виконт Уоллингфорд (1674—1740).